# Juanito (mascotte)
Juanito is de mascotte van het Wereldkampioenschap voetbal 1970, dat werd gehouden in Mexico.
Zijn beeltenis bestaat uit een guitig, blank Mexicaans jongetje. Hij heeft een sombrero op zijn hoofd, waar MEXICO '70 op is geschreven. Hij draagt een groen sportshirtje en -kousen en een witte -broek. Onder zijn rechterbeen heeft hij een voetbal. Juanito betekent letterlijk kleine Juan, een veelkomende voornaam in het Spaans taalgebied. In 1986 zou Mexico het eindtoernooi nogmaals organiseren, toen werd Juanito vervangen door de jalapeño Pique.
1966: Willie ·
1970: Juanito ·
1974: Tip en Tap ·
1978: Gauchito ·
1982: Naranjito ·
1986: Pique ·
1990: Ciao ·
1994: Striker ·
1998: Footix ·
2002: Ato, Kaz en Nik ·
2006: Goleo VI ·
2010: Zakumi ·
2014: Fuleco ·
2018: Zabivaka ·
2022: La'eeb